# آقایان موطلایی‌ها را ترجیح می‌دهند (موزیکال)
آقایان موطلایی‌ها را ترجیح می‌دهند (انگلیسی: Gentlemen Prefer Blondes) یک تئاتر موزیکال به‌همراه کتاب اثر جوزف فیلدز و آنیتا لوس، اشعار لئو رابین و به آهنگسازی جولی استاین است که بر اساس رمانی پرفروشی به همین نام محصول ۱۹۲۵ از لوس ساخته شده‌است. داستان این موزیکال شامل سفر یک زن آمریکایی به پاریس برای اجرای برنامه در یک باشگاه شبانه است.

## نسخه فیلم
اقتباس سینمایی این موزیکال در سال ۱۹۵۳ که توسط فاکس قرن بیستم منتشر شد، به کارگردانی هاوارد هاکس و با بازی جین راسل و مریلین مونرو ساخته شد.